# 淑徳幼児教育専門学校
淑徳幼児教育専門学校 （しゅくとくようじきょういくせんもんがっこう）は、かつて東京都板橋区にあった専修学校。学校法人大乗淑徳学園が運営していたが、2012年7月3日付で閉校となり、当学園は専修学校運営から撤退した。
これに伴い、卒業生への各種証明書発行については大乗淑徳学園募金・校友会室にて受け付けている。
また現在、幼稚園教諭や保育士の育成については淑徳大学総合福祉学部または教育学部にて行なわれている。

## 沿革
以下、「淑徳の沿革」および「令和3年度 事業報告書 → 学園の沿革（略年譜）」より。
- 1943年 - 東京保育学校として創立。
- 1944年 - 東京高等保育学校に改称。
- 1979年 - 淑徳保育専門学校に改称。
- 1982年 - 淑徳保育生活文化専門学校に改称。
- 1993年 - 淑徳文化専門学校に改称。
- 1994年 - 日本語研修科の独立により、「淑徳日本語学校」（2023年閉校[3]）が創立。
- 2004年 - 淑徳幼児教育専門学校に改称。
- 2012年 - 閉校。

## 学科
- 幼児教育学科
- 保育学科
  - I部
  - II部

### 過去の設置学科
- 経営ビジネス科（設置・廃止時期不明）
- 社会体育科（設置・廃止時期不明）
- 日本語研修科（淑徳日本語学校→淑徳大学留学生別科[4]の前身)

## 取得資格・免許状
- 保育士資格
  - 幼児教育学科
  - 保育学科
    - I部
    - II部
- 幼稚園教諭二種免許状
  - 幼児教育学科

## 編入・進学実績
- 淑徳大学ほか

## 所在地
- 〒174-8646 東京都板橋区前野町5-5-3

## 閉校後の校舎
閉校後、旧1号館は「淑徳大学東京キャンパス」7号館（歴史資料室、考古学実習室、博物館実習室、展示スペース）に、旧2号館は「淑徳幼稚園」に転用された。なお7号館は、2020年から2023年までは「淑徳日本語学校」の校舎も兼ねていた（移転住所より）。